# 강기동
강기동(姜基東, 1884년 3월 5일 ~ 1911년 4월 17일)은 구한말의 의병장이다. 본관은 진주 강씨이며 서울 명동에서 출생했다.

## 생애
강기동의 집안은 서울에서 살다가 부모와 가족들이 경기도 부평군 수탄면 오류동으로 이사하였다. 강기동은 본래 대한제국 기병대 참교(분대장급) 신분이었다. 1907년 대한제국 군대 해산 후 일어에 능통했던 강기동은 경기도 양주 고안헌병분견소에 대한제국 헌병 보조원으로 근무하게 되었다.

### 의병 활동
1907년 정미칠조약(丁未七條約)과 군대해산에 항거하여 많은 지사들이 항일의병이 되어 무력투쟁을 전개하다가 투옥되었다. 강기동은 헌병 보조원으로 근무하던 고안헌병분견소에서 붙잡혀 있던 의병 2명과 함께 총기와 탄약을 탈취해 탈출한 후 의병활동을 시작하였다. 
고안헌병분견소 (헌병)보조원 강기동이 의병 2명과 함께 총 2정, 탄환 300발, 권총 1정, 총검 5정을 휴대하고 탈출하였다.— 폭도에 관한 편책(일본헌병대 기밀문서) 1909년 1월 17일

양주군 고안헌병분견소(高安憲兵分遣所) 보조원 강기동(28)은 동소 유치중인 폭도(暴徒:의병-필자 주) 2명과 통하고 본월 15일 아침 제복을 착한 채로 총 2정, 탄환 300발, 권총 1정, 총검 5정을 휴대하고, 3명 공히 도주하였다 한다.— <한국독립운동사>, 국사편찬위원회, 13권. 20쪽

의병 활동 중 경기도 장단 고랑포(長湍 古浪浦) 지역의 헌병 분견소를 공격하기도 하였는데 이로 인해 몇몇 자료는 그가 장단 고량포 헌병보조원이었다고 서술하기도 하였고 공적조서에도 그와 같이 기록하고 있다.
의병대장이 된 강기동은 주로 양주(楊州), 포천(抱川)을 중심으로 활약하면서 각지의 의병장들과 유기적 관계를 맺었다. 경기도 삭령(朔寧), 마전(麻田), 황해도의 토산(兎山), 금천(金川), 재령(載寧) 등지에서 연기우(延基羽), 전성서(田聖瑞), 이한경(李漢京) 등이 활약하고 있었는데, 강기동은 연기우의 의진과 밀착된 전략을 전개하였다. 이들은 밀정들에게 노출되지 않도록 부대를 소수 정예로 편성하였다. 1908년 6월 남학서(南鶴瑞), 오수영(吳壽泳), 임명달(任明達)과 함께 격문을 띄우고 병사를 모아 대일투쟁을 지속할 것을 맹서하였다. 10월 22일 포천으로 들어가 1910년 2월 왜병과 접전하였다. 3월 6일 이용규 등과 더불어 영평(永平)으로 들어가 활약하니 일제가 현상금을 천냥으로 올렸다. 4월 29일 좌군인 전성서와 함께 양주(楊州)에서 적군과 교전하였으며, 5월 16일 양주 노원(楊州 盧原)에서 교전하였다. 5월 27일 서울로 잠입하려다가 체포되었으나 순사를 넘어뜨리고 피신하였다. 이후 강두필(姜斗弼)과 함께 1백여 명의 의병부대를 거느리고 강원도 일대를 넘나들었다.

### 최후
한일합방된 1910년 8월 29일 이후 의병부대에 대한 일제의 대대적인 살륙작전이 전개되자 경기도 일대에서 활약하다가 이를 피해 북간도로 이동하던 중 1911년 2월 원산(元山)에서 체포되어 서울 용산(龍山)에서 총살, 순국하였다.

## 사후
- 대한민국 정부는 고인의 공훈을 기리기 위하여 1962년 건국훈장 대통령장을 추서하였다.

## 같이 보기
- 독립유공자로 대통령장을 수여받은 사람

## 참고자료
- 강기동 : 독립유공자 공훈록 - 국가보훈처
- 2011년 2월 이달의 독립운동가(공훈전자사료관)
- “경기도 북부지방 의병장 강기동”. 《인천일보》. 2020년5월17일.

1. ↑  “매일신보 1911년 2월 16일,18일,19일,21일,25일,26일 기사”, 《일제침략하 한국 36년사 제1권》